# Emina Jahović
Emina Jahović Sandal (Novi Pazar, 15. siječnja 1982.), srbijanska pop pjevačica i autorica tekstova bošnjačkog podrijetla.

## Životopis
Jahović je odrasla u Novom Pazaru. Studirala je u samostanu Srpska glazbena škola u Beogradu (današnje ime "Mokranjac"). Kratko je pohađala Sveučilište Braća Karić. Do kraja 2002. godine, potpisala je ugovor s izdavačkom kućom City Records. Njeno djelo je najpopularnije u Srbiji, Crnoj Gori, BiH i Hrvatskoj kao Emina Jahović, a u Turskoj je poznata i kao Emina Sandal i Emina Türkcan.
Popularnost je stekla nakon objave debitanskog albuma Osmi dan u 2002. godini. Jahović je debitantski album promovirala na turneji The World Tour: Hari Mata Hari & Emina Jahović 2004. godine. U srpnju 2003. osvojila je treće mjesto na festivalu "Sunčane skale" u Herceg Novom.[nedostaje izvor] Iste godine je osvojila "Zlatnu zvezdu" na dodijeli "Oskara popularnosti" u Sarajevu.[nedostaje izvor]. Drugi album Radije ranije objavila je 2005., nakon čega je 2009. slijedio treći album pod nazivom Vila. Četvrtim albumom Jahović je stekla veliku popularnost u Srbiji. Njezina prva dva singla dosegla su broj jedan.[nedostaje izvor]. 2008. objavljuje prošireni album, Singles & Duets nakon koje ga je potpisala ugovor s kućom "Sony Music Entertainment"[nedostaje izvor]. 
Sudjelovala je na izboru za predstavnika Bosne i Hercegovine na Pjesmi Eurovizije 2002. s pjesmom U, la, la. 2003. godine pobijedila je na festivalu "Sunčane Skale" s pjesmom Uzalud se budim. Organizatori su je najavljivali i kao izvođača na Beoviziji 2007., ali je izostala s konačnoga popisa sudionika,. Kasnije je sudjelovala na Beoviziji 2010.
Do sada je izdala šest albuma. Za album Dalje objavljen početkom 2018. godine sama je pisala glazbu i tekstove. Inače, kao glazbenu inspiraciju, Jahović navodi Zdravka Čolića, kao i R&B umjetnike kao što je Alicia Keys. Osim što je pjevačica, uključena je u humanitarne svrhe. Njen brat je košarkaš Mirsad Jahović (uzeo prezime "Turkdžan" zbog turskog državljanstva koji je ujedno i prvi turski državljanin koji je igrao u NBA ligi).
Emina Jahović rodila se u bošnjačkoj obitelji. Glazbenica je gotovo od rođenja. Već je s 7 godine naučila svirati klavir, s 14 je skladala svoju prvu baladu. [nedostaje izvor]
Prvi album (Osmi dan) objavljen je 2002. godine, kada je Jahović imala 20 godina. Treći album je izdan za kuću PGP RTB. "Tačka" je njezin prvi singl koji se pušta naveliko u svim velikim klubovima. Četvrtim albumom Jahović definitivno dobiva status srpske pop super zvijezde. Poslije ovoga Jahović je potpisala ugovor s kućom "Sony Music Entertainment"[nedostaje izvor] i počela razmišljati o međunarodnoj karijeri. Glazbeni su joj uzori pjevač Zdravko Čolić i Alicia Keys.

## Diskografija

### Studijski albumi
- Osmi dan (City Records 2002.)[16]
- Radije ranije (City Records 2005.)[17]
- Exhale (Multimedia Records 2008.)[18]
- Vila (PGP RTB 2009.)[19]
- Metamorfoza (City Records 2014.)[20]
- Dalje (IDJTunes 2018.)[21]

### EP-ovi
- Singles & Duets (2008.)

### Koncertne turneje
- The World Tour: Hari Mata Hari & Emina Jahović (2004.)

### Singlovi
- "Tačka" (2002.)
- "Osmi dan" (2002.)
- "U, la-la" feat. KC (2002.)
- "Uzalud se budim" (2003.)
- "Radije, ranije" (2004.)
- "Tvoja greška" (2005.)
- "Emina" feat. Knez (2005.)
- "Da l' ona zna" (2006.)
- "Nije vise tvoja stvar" (2006.)
- "Pola ostrog noza" (2006.)
- "Cool žena" (2007.)
- "La gitana" feat. Flamingosi (2007.)
- "Exhale" (2008.)
- "Push It" feat. Cory Gunz (2008.)
- "Još ti se nadam" feat. Saša Kovačević (2008.)
- "Pile moje" (2009.)
- "Ne zaboravi" feat. İzel (2009.)
- "Med" feat. Dino Merlin (2009.)
- "Nemilo" feat. Miligram (2009.)
- "Ti kvariigro" (2010.)
- "Gospodine" feat. Nataša Bekvalac (2011.)
- "Posle mene" (2011.)
- "Beograd priča" feat. Dženan Lončarević (2012.)
- "Broken" feat. Erdem Kınay (2012.)
- "Çek Gönder" feat. Mustafa Sandal (2012.)
- "Da mogu" (2012.)
- "Kimse Yok Mu?" (2012.)
- "Nedostaješ" (2013.)
- "Yakışmaz" (2013.)
- "Žena zmaj" (2013.)
- "U senkama isti" (2013.)
- "Kost" ft. Amel Ćurić (2016.)
- "Limunada" ft. Milica Todorović (2017.)
- "Dva aviona" ft. Željko Joksimović (2018.)
- Vukovi (2019)

## Vanjske poveznice
- Službena stranica